# Mixes (album av Kylie Minogue)
Mixes är ett remixalbum av den australiska sångerskan Kylie Minogue. Albumet släpptes 3 augusti 1998 av Deconstruction Records och innehöll remixer av sånger från Minogues sjette studioalbum Impossible Princess (1997). Låtarna remixad av DJ:s som Brothers in Rhythm, Junior Vasquez och Todd Terry. Remixerna påverkades av olika musikgenrer som electronica och danspop. I Storbritannien nådde albumet 36. platsen på UK Albums Chart, Minogues högsta remixalbum på tiden.

## Låtlista
| 1. | Too Far (Brothers in Rhythm Mix) | 10:21 |
| 2. | Too Far (Junior Vasquez Mix)     | 11:44 |
| 3. | Some Kind of Bliss (Quivver Mix) | 8:39  |
| 4. | Breathe (Tee's Freeze Mix)       | 6:59  |
| 5. | Breathe (Sash! Club Mix)         | 5:20  |

| 1. | Breathe (Nalin & Kane Remix)                                  | 10:11 |
| 2. | Did It Again (Trouser Enthusiasts' Goddess of Contortion Mix) | 10:22 |
| 3. | Did It Again (Razor n Go Mix)                                 | 11:21 |
| 4. | Too Far (Brothers in Rhythm Dub Mix)                          | 8:31  |